# شهرستان چسمنسکی
شهرستان چسمنسکی (به لاتین: Chesmensky District) یک شهرستان در روسیه است که در استان چلیابینسک واقع شده‌است.